# I WO Baszta
I WO Baszta – okręg wojskowy (WO) Ukraińskiej Powstańczej Armii nr 1, wchodzący w skład Grupy Operacyjnej UPA-Zachód.
Teren okręgu obejmował miasto Lwów wraz z otaczającymi je terenami, oraz Lasy Janowskie. Dowódcą Okręgu był chorąży Wiktor Charkiw Chmara, szefem sztabu Jarosław Saliak „Sokił”.
Okręg został zorganizowany w listopadzie 1943 na bazie terenowej siatki OUN-B we Lwowie i okolicach.
Teren okręgu należał do osobnego obwodu w strukturze OUN-B Ziem Zachodnioukraińskich (OUN ZUZ). W lutym 1944 dowództwo Okręgu zorganizowało pierwsze szkolenie wojskowe we wsi Zarudci koło Żółkwi. W marcu 1944 86 Ukraińców zdezerterowało ze służby pomocniczej w Wehrmachcie. Skierowano ich do miejscowości Stawky koło Żółkwi, w celu zorganizowania pierwszego oddziału wojskowego UNS. Jednak organizowany oddział został rozbity przez Niemców. Z ocalałych w starciu żołnierzy utworzono oddział „Czarna sotnia”. W maju 1944 ze Lwowa dotarli członkowie grupy bojowej „Spartancy” i razem z Czarną sotnią przechodzili szkolenie wojskowe.
Z połączenia tych grup w czerwcu 1944 utworzono pierwszą na tym terenie regularną sotnię UPA. Stacjonowała ona w wioskach Poliany, Rokytno, Mokrotyn koło Żółkwi. Od 5 lipca nosiła ona nazwę „Chołodnojarcy”.
Wkrótce przeorganizowano ją w kureń „Chołodnojarcy” z dwoma sotniami: „Chołodnojarcy-1” i „Chołodnojarcy-2”. W sierpniu utworzono sotnię „Chołodnojarcy-3”. 30 sierpnia oficjalnie zatwierdzono kureń ze stanem osobowym 425 żołnierzy.
Do I WO należał również kureń UPA „Perejasławy”, działający w sile 400 żołnierzy w okolicach Jaworowa i Lasów Janowskich.
I WO był najmniejszym okręgiem UPA-Zachód, i jego czas istnienia był najkrótszy. Jego oddziały zajmowały się głównie szkoleniem wojskowym, nie prowadziły w owym czasie większych walk.
Rozkazem Krajowego Sztabu Wojskowego z dnia 1 września 1944 rozformowano I WO, a jego teren i oddziały włączono do II WO Buh, choć faktycznie stało się to dopiero na początku października. W 1945 teren odcinka i kurenie „Chołodnojarcy” i „Perejasławy” stworzyły bazę nowo utworzonego 13 (Lwowskiego) Taktycznego Odcinka Roztoczczja II WO Buh.

## Literatura
- Petro Mirczuk, Ukrajinśka Powstanśka Armija 1942-1952, Lwów 1991